# Mia Leche Löfgren
Ebba Maria Lovisa (Mia) Leche Löfgren, de soltera Leche (10 de octubre de 1878 en Lund - 8 de abril de 1966 en Estocolmo ) fue una periodista, escritora y activista por la paz sueca, conocida por su firme postura contra el nacionalsocialismo y el antisemitismo, así como por su participación en la ayuda a los refugiados y la ayuda humanitaria.

## Biografía

### Vida familiar y personal
Mia Leche Löfgren nació el 10 de octubre de 1878 en la ciudad de Lund, en el sur de Suecia. Hija de Jakob Wilhelm Ebbe Gustaf Leche (4 de septiembre de 1850 en Helsingborg - 29 de enero de 1927 en Estocolmo) y de Wilhelmina (Minchen) Dorothea Fredrika Louisa Sager (16 de julio de 1855 en Lintrup, Dinamarca - 28 de abril de 1947 en Estocolmo), creció en una familia burguesa con estrechos contactos con los círculos académicos e intelectuales locales. Cuando su padre, zoólogo, fue nombrado director del Colegio Universitario de Estocolmo (Stockholm högskola), la familia se trasladó a la capital sueca. En 1884 fue ascendido a profesor de zoología. Las redes sociales de la familia eran progresistas y liberales, abarcando tanto a académicos como a educadores, intelectuales culturales y políticos, y dejando a Leche Löfgren, su hermana menor y varios hermanos muchas libertades durante su infancia. En la década de 1890 fue enviada a la Whitlockska skolan de Estocolmo, una escuela con un programa pedagógico reformista. Recibió clases, entre otras, de Ellen Key, que dejó un impacto duradero en las convicciones feministas y políticas de Leche Löfgren y estableció sus primeros contactos en la industria editorial y de la escritura.

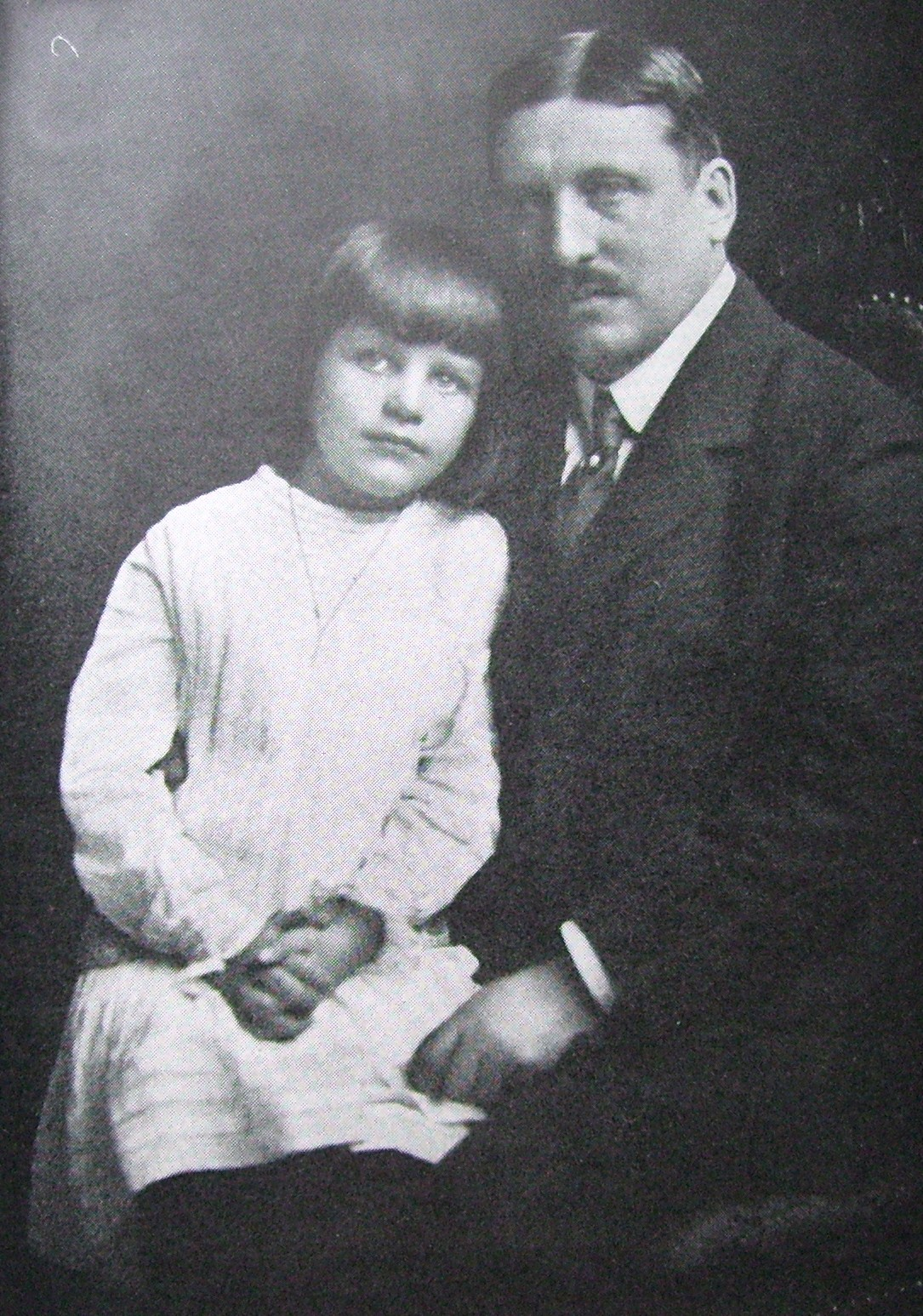
El esposo de Mia Leche Löfgren, Eliel Löfgren, y su hija Ulla.

A finales de la década de 1890, Leche Löfgren continuó su formación con varios cursos de lengua y escritura, aunque no obtuvo un título oficial. También asistió a conferencias sobre temas relacionados con la clase obrera y la posición de la mujer en la sociedad. El 6 de octubre de 1900, a la edad de 22 años, se casó con Fredrik Hjalmar von Friesen (28 de junio de 1873 en Forsmark - 31 de enero de 1947). El matrimonio tuvo un hijo, Otto Bertil von Friesen (4 de junio de 1901 en Estocolmo - 13 de febrero de 1990 en Gotemburgo), que posteriormente se convirtió en médico, así como una hija, Anna Lisa von Friesen. Sus escritos posteriores revelan que el matrimonio no fue feliz y en 1908 la pareja solicitó el divorcio. El proceso de separación provocó un cierto escándalo público y, al final, Leche Löfgren perdió la custodia de sus hijos y se le prohibió cualquier contacto directo con ellos. No volvería a ver a su hija mayor, Anna Lisa, ya que murió siendo aún una niña, pero pudo restablecer el contacto con su hijo Otto Bertil cuando éste alcanzó la mayoría de edad.
En el verano de 1909 Leche Löfgren se casó con su segundo marido, el conocido abogado, profesor y más tarde Ministro de Justicia y Ministro de Asuntos Exteriores Eliel Jonas Löfgren (15 de marzo de 1872 en Piteå - 8 de abril de 1940 en Estocolmo) con quien tuvo otra hija llamada Ula Amanda.
Involucrada en el activismo antinazi sueco, Leche Löfgren se trasladó a Gotemburgo en 1940 tras la muerte de su marido para estar más cerca de Torgny Segerstedt, redactor jefe del periódico Göteborgs Handels- och Sjöfartstidning, con quien colaboró en la esfuerzo para educar y alertar al público sueco sobre el fascismo alemán y el antisemitismo. En la década de 1950 regresó a Estocolmo, donde continuó siendo una figura activa en varias organizaciones dedicadas a la educación para la paz, la ayuda a los refugiados y otros asuntos humanitarios.
Murió el 8 de abril de 1966 a la edad de 87 años y está enterrada en Norra begravningsplatsen en Solna, Estocolmo.

### Actividades de periodismo y escritura.
Tras haber trabajado ocasionalmente como traductora de documentos públicos y jurídicos, Leche Löfgren hizo su primera aparición como escritora en 1906 tras asistir a un discurso público de Ellen Key sobre el tema de la paz y el humanitarismo. De regreso a casa, fue testigo de cómo un soldado raso que no saludó con la debida deferencia a un teniente que pasaba por allí fue "prácticamente linchado" por su negligencia, como describió posteriormente el incidente en su obra autobiográfica. De vuelta a casa, escribió un artículo antimilitarista que envió anónimamente al Illustreradt Hvad Nytt, aparentemente por error, ya que este periódico conservador no coincidía realmente con sus convicciones políticas. Una vez publicado su primer artículo, siguió enviando artículos y comentarios a la revista literaria y femenina Idun, así como a las revistas satíricas Kurre y Söndagsnisse.
De 1906 a 1908 fue contratada por el periódico conservador Vårt land como escritora de reseñas de libros que no interesaban al jefe de la crítica literaria del periódico, Carl David af Wirsén, especialmente obras escritas por y para mujeres. Desarrollando un estilo de escritura desenfadado y atractivo, sus reseñas y las ocasionales columnas y reportajes fueron bien recibidas, ya que Leche Löfgren desarrolló aún más lo que Ellen Key había llamado antes su "inmensa facilidad para dar forma a la lengua sueca". En cuanto al contenido, sus escritos a menudo trataban sobre la posición de la mujer en la sociedad sueca, así como sus reflexiones sobre la evolución social y política y sus experiencias personales como esposa y madre. A partir de 1916 comenzó a escribir columnas para Göteborgs Handels- och Sjöfarts-Tidning, cuyo editor jefe, Torgny Segerstedt, ya conocía por su trabajo anterior en la revista liberal Forum de Estocolmo.
Leche Löfgren debutó en la literatura en 1930 con una biografía de Ellen Key. El libro, basado en las ideas reformistas y el pacifismo de Key, así como en su propio aprecio por su antigua maestra, fue bien recibido por el público sueco. En los años siguientes continuó publicando una serie de libros autobiográficos con un estilo que mezclaba la prosa literaria con el comentario social subjetivo, incluyendo sus percepciones de los acontecimientos políticos y sociales, así como retratos de amigos, familiares, su marido Eliel Löfgren y su papel como mujer, esposa y madre: Våra föräldras värld (El mundo de nuestros padres), 1934, Så var det då 1900-1940 (Era así 1900-1940), 1941, Hård tid (Tiempos difíciles), 1946, Ideal och människor (Ideales y personas), 1952, Upplevt (Experimentado), 1958, y Bokslut (Cierre), 1962. También publicó obras biográficas sobre la cantante de ópera Cristina Nilsson y el periodista y pacifista alemán Carl von Ossietsky.
La década de 1930 y la creciente amenaza del nazismo no sólo repercutieron en su activismo político en el movimiento pacifista sueco, sino que también la llevaron de vuelta al periodismo. Incrementó sus actividades de redacción en el Göteborgs Handels- och Sjöfarts-Tidning, adoptando una postura decididamente antinazista y convirtiéndose rápidamente en una de las voces políticas más destacadas del periódico. Además, Leche Löfgren fue miembro del consejo de redacción de Fönstret (1931-1936), escribió para el periódico de Gotemburgo Morgontidning (1933-1940) y se hizo popular en todo el país como columnista de Idun a partir de 1937.
Tras la muerte de su esposo en 1940, Leche Löfgren decidió mudarse a Gotemburgo para trabajar mejor con Torgny Segerstedt en el tema del nazismo y la persecución de judíos, periodistas y otras voces críticas en el Reich alemán. Sus análisis mordaces y agudos de la situación internacional, así como de los peligros del nazismo y el antisemitismo en Suecia, le han valido una fama nacional que perdura hasta el día de hoy.

### Participación en activismo por la paz, antinazismo y ayuda a los refugiados
Leche Löfgren describió más tarde que encontró su inspiración para el compromiso humanitario en un discurso pronunciado por Ellen Key en el auditorio de la Academia Sueca de Ciencias una noche de 1906:
"A raíz de la crisis de la unión [entre Suecia y la recién independizada Noruega ], Ellen Key alzó su voz tranquila y sabia en un cálido llamado a la paz. El discurso que pronunció en el auditorio de la antigua Academia de Ciencias fue la primera oración de paz que escuché y me dejó una impresión imborrable". " "I unionskrisens vågsvall höjde Ellen Key sin lugna, kloka stämma i en varmhjärtad maning till fred. Det anförande hon höll i gamla vetenskapsakademins hörsal var det första fredstal jag hört, och det gjorde outplånligt intryck på mig."
Se incorporó a varios grupos de mujeres que se dedicaban a la cuestión del sufragio universal, el trabajo por la paz y el humanitarismo, aunque era el pacifismo lo que más le interesaba:
"Como todas las mujeres liberales de la época, yo era una feminista integral, pero Ann-Margret Holmgren, Karolina Widerström, Gerda Hallberg, Lydia Wahlström, Anna Bugge-Wicksell, Gulli Petrini, Signe Bergman y otras sufragistas pioneras eran de una generación algo anterior. Si formé parte de ese movimiento, fue principalmente por la causa del pacifismo". " Jag var naturligtvis i största allmänhet kvinnosakskvinna, som alla liberala kvinnor var på den tiden", men sådana rösträttspionjärer som Ann-Margret Holmgren, Karolina Widerström, Gerda Hallberg, Lydia Wahlström, Anna Bugge-Wicksell, Gulli Petrini och Signe Bergman tillhörde en något äldre generation än min. Om jag kunde sägas vara med i denna rörelse, var det egentligen för fredssakens skull."
En 1914 Leche Löfgren fue una de las iniciadoras de la asociación de mujeres Frisinnade kvinnor (Mujeres de mentalidad liberal) y en 1915 participó en el Congreso de Mujeres por la Paz en La Haya, Países Bajos, que había sido organizado para protestar contra la continuación de la Primera Guerra Mundial . Junto con otras representantes suecas como Elin Wägner, Emilia Fogelklou y Matilda Widegren, así como las representantes internacionales, participó activamente en la creación de la Liga Internacional de Mujeres por la Paz y la Libertad, que se convertiría en uno de los principales marcos institucionales de su activismo político. Esta organización también contaba con una sección sueca, de la que Leche Löfgren fue elegida presidenta desde 1915 y posteriormente ocupó la vicepresidencia de 1946 a 1952. Durante su estancia en Gotemburgo, de 1942 a 1950, también ocupó el cargo de presidenta en la sección local de la organización (Göteborgskretsen).

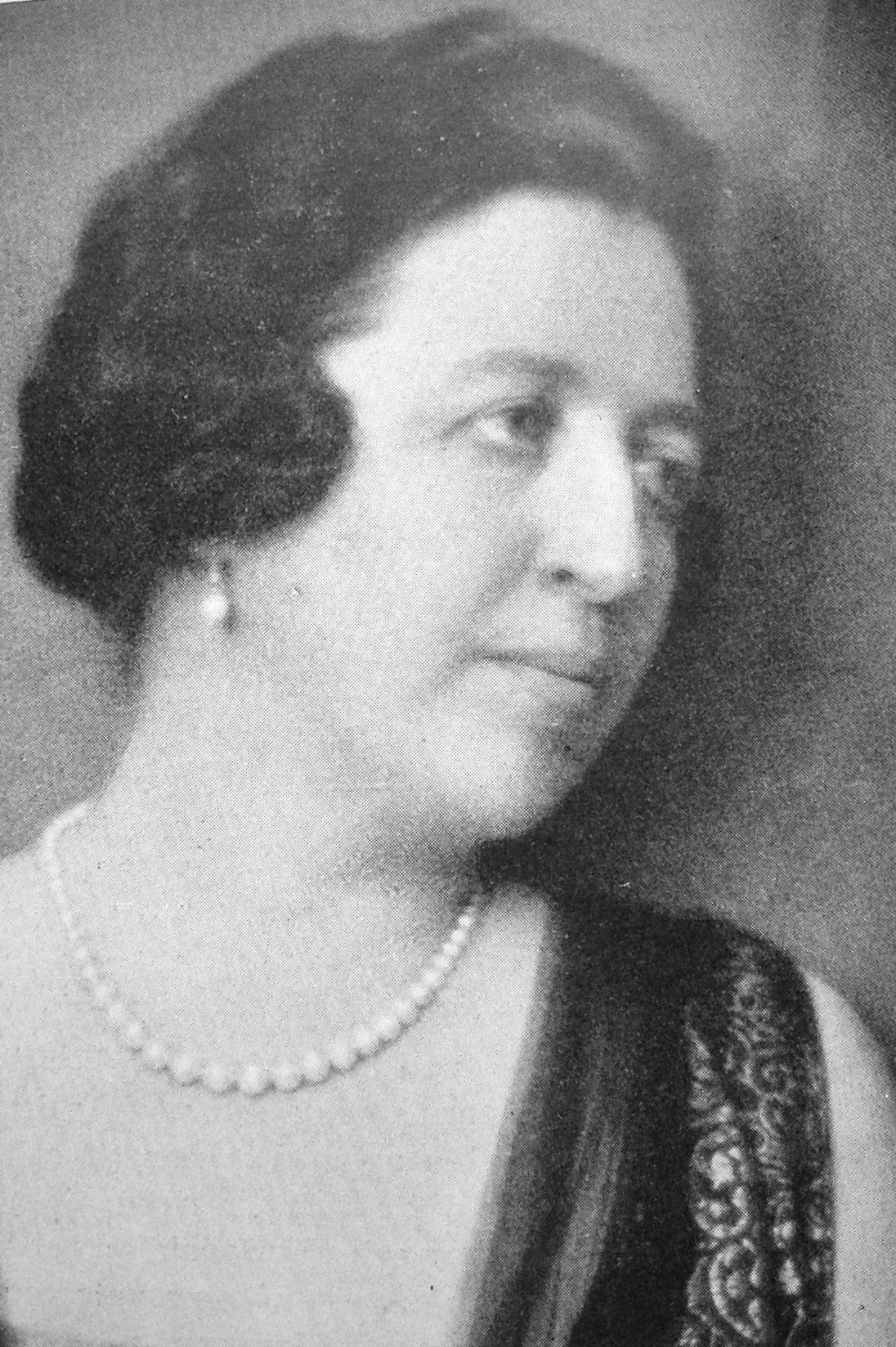
Mia Leche Löfgren. Foto de la autora de su libro Så var det då 1900–1940, Estocolmo 1941.

En 1916 participó además en la creación del Comité de Ayuda a los Prisioneros de Guerra en Siberia ( Hjälpkommiteen för krigsfångar i Sibirien ), sentando las bases para la participación continua en el trabajo de socorro para los refugiados durante la Primera y la Segunda Guerra Mundial, e informó sobre el trabajo de la Sociedad de Naciones. Con el auge del fascismo en todo el continente europeo, adoptó una firme postura política a favor de la protección de las minorías, la libertad de opinión y los valores democráticos, y fue una de las primeras voces en Suecia que advirtió abiertamente sobre la colaboración con el Reich alemán en beneficio económico o político. En 1933 apoyó la creación de la Colección para Intelectuales Exiliados ( Insamlingen för landsflyktiga intellektuella ), una organización de ayuda humanitaria para el apoyo a los refugiados alemanes, principalmente intelectuales, periodistas y artistas culturales que buscan asilo en Suecia, para la que trabajó como vicepresidenta. Sin embargo, la organización se disolvió en 1940, en medio de una creciente afluencia de refugiados de Alemania, así como de los territorios ocupados en Dinamarca, Noruega, Polonia y otros países, debido a la falta de financiación y problemas para recaudar suficientes donaciones de la población en general.   Además de sus condenas escritas al nazismo, la persecución política y el antisemitismo, entre ellos una serie de artículos en el periódico judío Judisk tidskrift, apareció con frecuencia como oradora pública. Al reflexionar sobre esta época en su obra autobiográfica, Leche Löfgren describió cómo las autoridades suecas intentaron obstaculizar su trabajo por temor a que aumentara el atractivo de Suecia como puerto seguro para los refugiados.
En su último trabajo Bokslut (Cierre), publicado en 1962, Leche Löfgren centró su atención en el otro lado del espectro político, advirtiendo que las ideas comunistas podrían infiltrarse en el movimiento por la paz; en su opinión, el movimiento por la paz sueco debería permanecer estrictamente imparcial y no alinearse con cualquier partido político específico.
Dejando un rico legado como una de las principales voces del activismo por la paz sueco durante la primera mitad del siglo XX, Leche Löfgren pasó sus últimos años en Estocolmo hasta su muerte en 1966.

### Premios
Leche Löfgren recibió el quórum Illis del gobierno sueco por su trabajo.